# Пономарёв, Виталий Васильевич
Вита́лий Васи́льевич Пономарёв (11 июня 1939, Карачев, СССР — 17 декабря 2020, Липецк, Россия) — советский и российский актёр театра и кино, народный артист РСФСР (1991).

## Биография
Виталий Пономарёв родился 11 июня 1939 года в городе Карачеве Брянской области в семье военнослужащего. 
В 1957 году поступил в театральную студию при Воронежском драматическом театре, среди его преподавателей был Фирс Ефимович Шишигин. После окончания студии некоторое время работал в Калмыкии. 
С 1962 года работал в Липецке, сначала на сцене Липецкого театра драмы имени Л. Н. Толстого, а с 2000 года — в Липецком драматическом театре на Соколе.
Умер 17 декабря 2020 года в Липецке.

## Творчество

### Роли в театре
- «Малыш и Карлсон, который живёт на крыше» А. Линдгрен — Карлсон
- «Иосиф Швейк Франца против Иосифа» Ярослава Гашека — Иосиф Швейк
- «На бойком месте» А. Н. Островского — Бессуднов
- «Без вины виноватые» А. Н. Островского — Шмага
- «Лебединая песня» по мотивам произведений А. П. Чехова и А. Н. Островского — Василий Васильевич Светловидов'
- «Страсти по Платонову» А. П. Чехова — Глагольев-старший
- «На чужбине» А. П. Чехова — Камышева[7]
- «Ханума» А. Цагарели — Тимоте
- «Чума на оба ваши дома» Григория Горина — Герцог Вероны
- «№ 13» Рея Куни — Управляющий
- «Бабий бунт» Евгения Птичкина по рассказам М. Шолохова — Дед Захар

## Фильмография
- 1977 — Белый Бим Чёрное ухо — прохожий
- 2001 — Лиса Алиса
- 2003 — Русские бабы
- 2006 — Парижане — Селиванов

## Семья
Сыновья:
- Олег Витальевич Пономарёв, заслуженный артист России (2007)[8], художественный руководитель Липецкого театра кукол[5].
- Сергей Витальевич Пономарёв, театральный художник.

## Признание и награды
- Заслуженный артист РСФСР (1980),
- Народный артист РСФСР (1991)[3],
- Орден Дружбы (2005)[9],
- Почётная грамота Президента Российской Федерации (2016) — за заслуги в развитии культуры, средств массовой информации и многолетнюю плодотворную деятельность,[10]
- Знак отличия «За заслуги перед городом Липецком»,
- Медаль «Во славу Липецкой Области».